# Ашенхајм
Ашенхајм (фр. Achenheim) је насељено место у Француској у региону Алзас, у департману Доња Рајна.
По подацима из 2011. године у општини је живело 2105 становника, а густина насељености је износила 349,09 становника/km².

## Демографија
| 1990. | 2011. |
| ----- | ----- |
| 2.072 | 2.105 |